# Paul Heile
Paul Heile (* 25. Dezember 1884 in Diepholz bei Hannover; † 26. Juni 1958 in Hamburg) war ein deutscher Journalist, Politiker (FDP) und Direktor des Hamburgischen Welt-Wirtschafts-Archives (HWWA).

## Leben und Beruf
Heile war der Sohn eines Tierarztes in Emden. Nach dem Besuch des Gymnasiums in Emden studierte er ab 1905 Jura an den Universitäten in Rostock und Berlin.
Er war von dessen Gründung 1916 bis 1923 und 1926/27 Hauptschriftleiter der wirtschaftswissenschaftlichen Zeitschrift Wirtschaftsdienst und später Bibliotheksleiter des Hamburgischen Weltwirtschaftsarchives. Im April 1933 wird er von den Nationalsozialisten aus dem Amt gedrängt. In der Zeit des Nationalsozialismus gehörte Heile zur Gruppe Q (später Freies Hamburg) einer liberalen Widerstandsgruppe um Friedrich Ablass, die über Walter Jacobsen Kontakt zur Robinsohn-Strassmann-Gruppe hatte. Von Oktober 1946 bis August 1948 war er kommissarischer Direktor des Hamburgischen Welt-Wirtschafts-Archives und erreichte bereits nach wenigen Tagen die Freigabe der Archivbestände durch die britische Besatzungsmacht, so dass die öffentliche Benutzung der Bibliothek bereits im Dezember 1946 wieder ermöglicht wurde. Sein Versuch, ordentlicher Direktor des HWWA zu werden scheiterte, der Beirat benannte stattdessen Clodwig Kapferer zum Direktor. Ende der 1940er Jahre engagierte er sich im Komitee ehemaliger politischer Gefangener und dessen Nachfolger, der Vereinigung der Verfolgten des Naziregimes.
Außerdem wurde er 1. Vorsitzender der 1949 gegründeten Presse-Versorgung, einer Einrichtung, die Journalisten und Personen aus der Kommunikations- und Medienbranche versichert.
Heile war der jüngere Bruder des ersten Vorsitzenden der FDP in der britischen Besatzungszone Wilhelm Heile. Seine letzte Ruhestätte fand er auf dem Friedhof Ohlsdorf (Planquadrat P 36, südöstlich von Kapelle 10). 

## Politik
Heile gehörte 1945 zu den Gründungsmitgliedern der Partei Freier Demokraten, des späteren Hamburger FDP-Landesverbandes. Von der britischen Besatzungsmacht bekam er gemeinsam mit Hans Sommerhäuser vom Girardet-Verlag im März 1946 die Lizenz für die Zeitung Hamburger Freie Presse, der Parteizeitung der PFD. Von 1946 bis 1949 gehörte er der ersten frei gewählten Hamburgischen Bürgerschaft nach dem Krieg an. Um ein erneutes Mandat bemühte er sich nicht mehr.

## Veröffentlichungen
- Nachschlagebuch der Nachschlagewerke für die Wirtschaftspraxis, Hamburg 1925.
- Die Schicksalsfragen des deutschen Volkes. Warum Politik? Warum Partei? Warum Partei Freier Demokraten?, Hamburg 1946.